# جو هوارث
جو هوارث (بالإنجليزية: Joe Howarth)‏ (19 ديسمبر 1954 بلندن في المملكة المتحدة - ) هو لاعب كرة قدم بريطاني في مركز الدفاع. لعب مع كاليفورنيا صنشاين ‏ وكليفلاند كوبراز ‏ وNew Jersey Brewers ‏ وويتشاتا وينغز ‏.